# Zenit-2 14
Zenit-2 14 – niedoszły radziecki satelita rozpoznawczy programu Zenit.
Ważący 4 720 kg statek - zaadaptowany pojazd załogowy Wostok - wystartował na rakiecie Wostok 8A92 z kosmodromu Bajkonur w dniu 28 listopada 1963. Start nie powiódł się. Rakieta została zniszczona przez system autodestrukcji z powodu awarii górnego członu.
Start oznaczono w katalogach COSPAR/SATCAT: 1963-F15/F00264.
Inne oznaczenia misji: 11F61 14, 2K 14.